# Hylomantis lemur
Hylomantis lemur là một loài ếch trong họ Nhái bén.
Nó được tìm thấy ở Colombia, Costa Rica, và Panama.
Các môi trường sống tự nhiên của chúng là các khu rừng ẩm ướt đất thấp nhiệt đới hoặc cận nhiệt đới, các khu rừng vùng núi ẩm nhiệt đới hoặc cận nhiệt đới, sông, đầm nước ngọt, và đầm nước ngọt có nước theo mùa. Loài này đang bị đe dọa do mất môi trường sống và nhiễm nấm Chytridiomycota.

## Hình ảnh

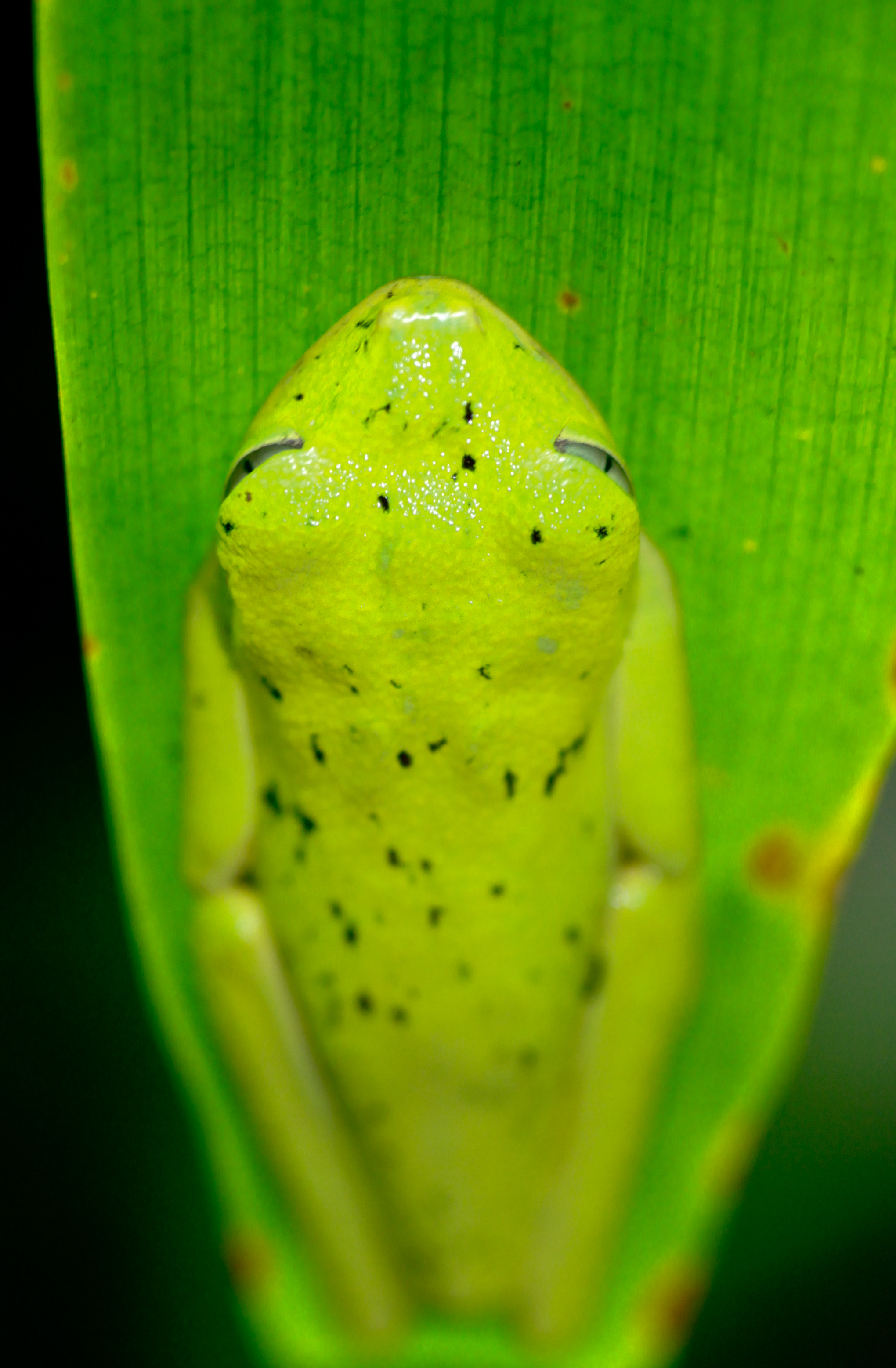
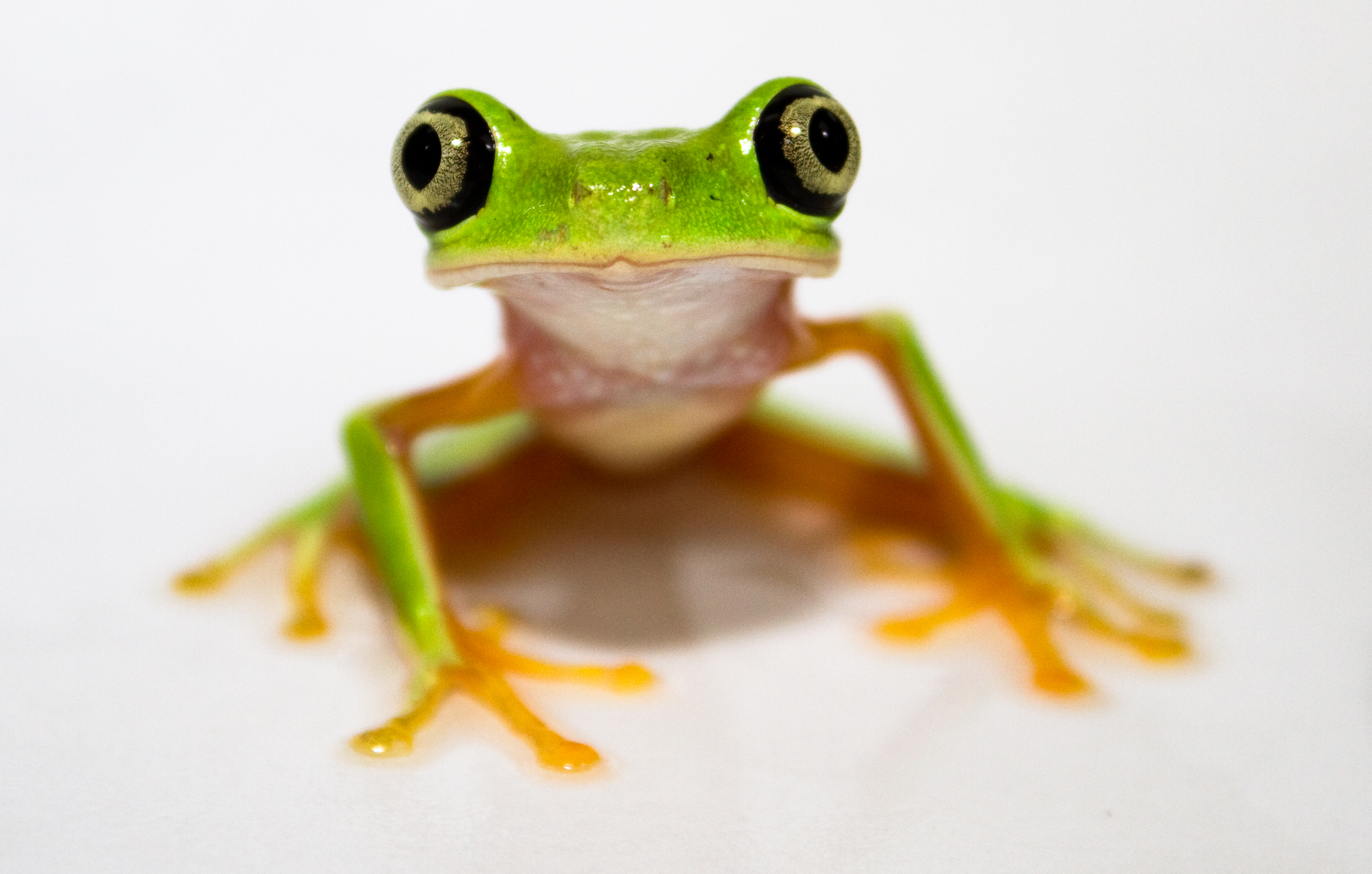
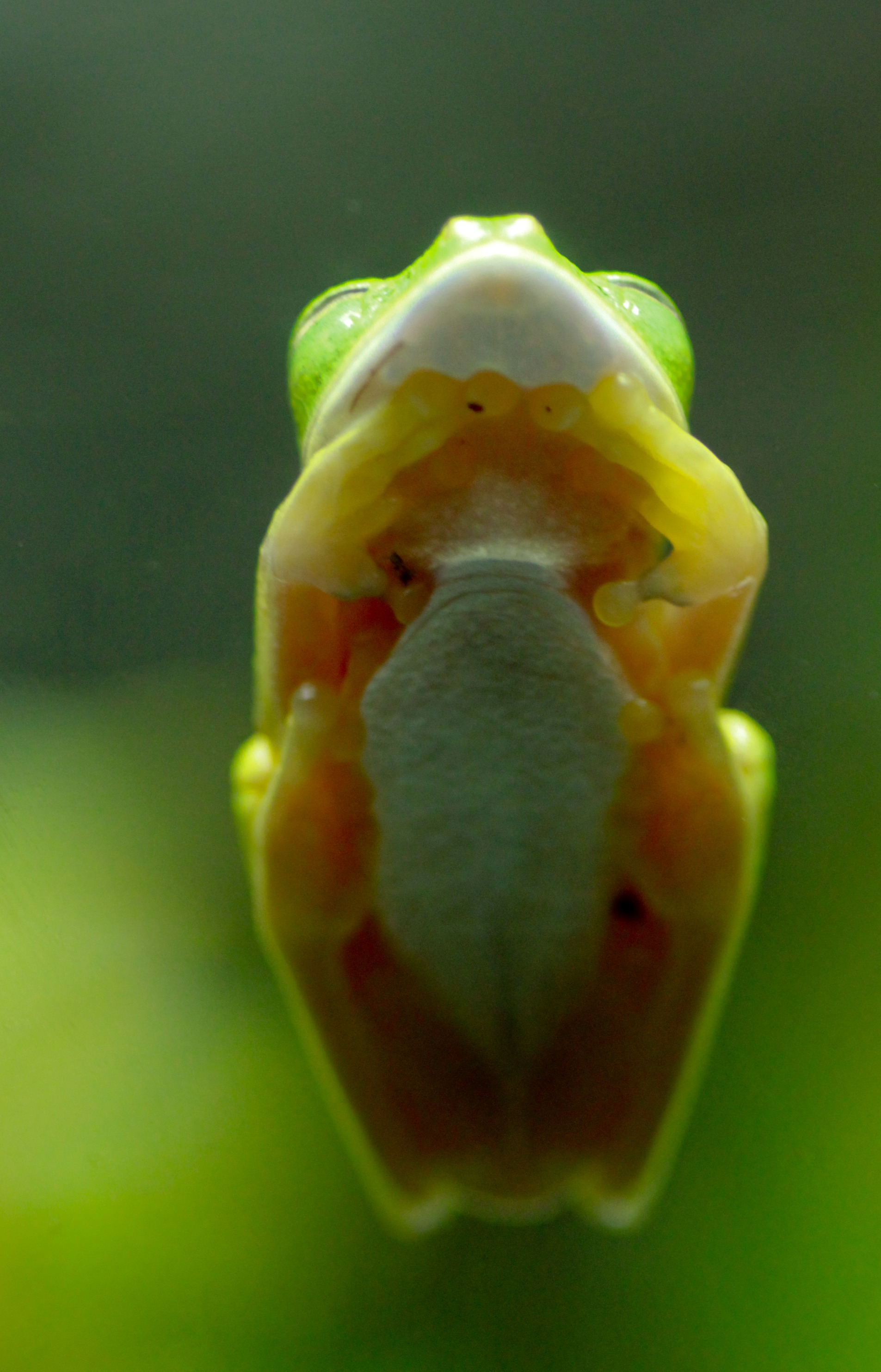